# Abdias Maurel
Abdias Maurel (¿? - 22 de abril de 1705), líder camisardo, se convirtió en un oficial de caballería en el ejército francés ganándose la distinción en Italia; ahí sirvió bajo las órdenes de Nicolas Catinat, y por esta situación suele ser llamado Catinat.